# Alexander Arotin
Alexander Arotin (20 de abril de 1970, en Viena) es un artista, director de teatro y diseñador austríaco, vive a caballo entre Barcelona, París, Berlín y Venecia.
Estudió composición y piano en la Universidad de Música y Arte Dramático de Viena, y en 1994 ganó un diploma por un trabajo sobre Samuel Beckett en la Universidad de Artes Aplicadas de esa misma ciudad.
Dentro de sus realizaciones más importantes cabe destacar su dirección de El Amor de Don Perlimplín con Belisa en su jardín, de Federico García Lorca, en el Festival de Salzburgo (1992), y la inauguración de un evento teatral en el centro cultural Stadthaus Ulm, de dicha ciudad, inspirado en la obra de Beckett Días felices. 
Arotin se encuentra en la actualidad desarrollando un proyecto inacabado que lleva por título "non-lieu". Su primera representación tuvo lugar en enero de 2005: Esperando a Godot, de Beckett, con Hans Christian Rudolph, Sebastian Mirow, Karl Merkatz y Philipp Sebastian, y música de Olga Neuwirth.